# Nikolaj Repnin
Nikolaj Vasiljevitj Repnin (ryska: Николай Васильевич Репнин), född 11 mars 1734, död 12 maj 1801, var rysk furste, krigare och diplomat. Han var son till generalfältmarskalken furst Vasilij Nikititj Repnin. 
Repnin utmärkte sig i sjuåriga kriget och betroddes 1762 med en diplomatisk mission till Berlin. Samma år blev han rysk minister i Warszawa, först som Herman Karl von Keyserlings medhjälpare, men efter dennes död (1764) som Rysslands högste representant. Han gynnades av sin släkting Nikita Panin, men var aldrig i egentlig mening en av tsarinnan Katarinas gunstlingar. 
I Polen uppträdde Repnin med stor hänsynslöshet och återkallades 1768 för att i stället överta ett militärt befäl (med generallöjtnants grad) i det nyss utbrutna rysk-turkiska kriget. Han vann flera framgångar, men slitningar med överbefälhavaren Pjotr Rumjantsev medförde hans temporära entledigande 1771. Återkommen till armén 1774, deltog han verksamt i fredsförhandlingarna och belönades med utnämning till general en chef och generaladjutant; 1775 sändes han på beskickning till Konstantinopel. 
Repnin användes därefter i den civila administrationen, blev generalguvernör i Smolensk 1777 och ståthållare i Orjol 1778. Samma år sändes han till Berlin och förmedlade 1779 freden i Teschen mellan Preussen och Österrike, hans största diplomatiska triumf. År 1781 blev han ståthållare i Pskov. 
Repnin deltog från början i det 1787 utbrytande rysk-turkiska kriget, fick 1790 överbefälet och vann bland annat segern vid Matjin; han deltog också i fredsförhandlingarna 1792. Hans utnämning till generalguvernör över Livland och Estland 1792 innebar intet egentligt gunstbevis, och hans överbefäl i striden mot de upproriska i Polen 1794 blev rent nominellt. 
Som administratör av Rysslands nya polska erövringar bedrev Repnin en kraftig russificeringspolitik. Tsar Pauls trontillträde medförde för honom ny hovgunst och utnämningen till generalfältmarskalk 1796; samma år bidrog han verksamt till bondeoroligheternas kuvande.  År 1798 sändes han till Berlin för att söka framkalla Preussens brytning med Frankrike, men misslyckades och föll ohjälpligt i onåd. 
Repnin, som var gift med furstinnan Natalia Alexandrovna Kurakin, efterlämnade ej någon manlig avkomma.
Repnin hade under flera år ett öppet kärleksförhållande med den gifta polska adelsdamen Izabela Czartoryska.